# Ragnar Isaacsson
Ragnar Leontius Isaacsson, född den 30 juni 1895 i Sala, död den 17 oktober 1964 i Stockholm, var en svensk militär.
Isaacsson avlade studentexamen i Västerås 1914. Han blev fänrik vid Kustartilleriet 1916, löjtnant där 1918 och kapten 1931.  Isaacsson blev major och kommendant i Hemsö fästning 1937. Han blev överstelöjtnant och chef för Hemsö kustartilleriförsvar 1942. Isaacsson befordrades till överste 1945 och var tillförordnad chef för Norrlandskustens marindistrikt 1947–1950, varefter han fick avsked ur aktiv tjänst. Han blev riddare av Svärdsorden 1937 och av Nordstjärneorden 1950. Isaacsson är begravd på Vingåkers kyrkogård.